# Пал Рач
Пал Рач (угор. Rácz Pál; 4 січня 1928, Борш, Румунія — 22 березня 1986, Будапешт) — угорський політик, редактор газети, заступник міністра, дипломат. Постійний представник Угорщини при Організації Об'єднаних Націй (1980—1986).

## Життєпис
Народився 4 січня 1928 року в селі Борш, Румунія. У 1939—1941 рр. навчався у реформатській гімназії в Клуж-Напоці. У 1941 році його батька заарештувала угорська поліція за комуністичну організацію, і його родина повернулася до села Борс. Пал Рач працював у сільському господарстві з 1942 року, потім поїхав в Орадя, щоб влаштуватися на роботу. У 1944 році вступив до Угорської комуністичної партії. У травні 1945 року переїхав до Будапешта. З 1946 р. був викладачем прес-відділу Національної асоціації фермерів і дрібних власників, з січня 1948 р. працював секретарем національного центру Угорської демократичної молодіжної асоціації, а потім працював у редакції Magvető. У жовтні 1948 року перейшов до Державного департаменту, де став членом бюджетного відділу. У листопаді 1948 року він почав навчання в шестимісячному коледжі закордонних справ; З червня 1949 року був помічником кресляря, а потім викладачем румунсько-албанських справ у політвідділі. З травня 1950 р. в посольстві Угорщини в Берні аташе та секретар.
З 1952 по 1963 рік виконував завдання в особовому складі Управління державної безпеки та в Міністерстві внутрішніх справ з незначними перервами. Під час служби в Белграді в 1954 році він провів 3 місяці в Женеві як член відділу преси міністерства закордонних справ на конференції міністрів закордонних справ по Кореї та Індокитаю. У 1955 році як співробітник відділу преси Міністерства закордонних справ перебував у Женеві.
У червні 1957 року був депортований зі Сполучених Штатів. У 1957 р. за дорученням уряду Угорщини здійснив офіційні візити до кількох африканських та азійських країн, під час яких інформував про офіційну позицію Угорщини щодо «угорського питання». З 22 березня 1975 року по 27 березня 1980 року був членом ЦК Угорської соціалістичної народної партії. Кілька разів був заступником міністра закордонних справ і держсекретарем закордонних справ. З 5 травня 1980 р. був головою місії ООН в Угорщині в ранзі посла до 22 березня 1986 р. Володів англійською, французькою, іспанською та румунською мовами.
У 1986 році був похований на кладовищі Фьюмей-роуд.